# José Parra Martínez
José Parra Martínez (Blanes, Gerona, 22 de septiembre de 1925-Tarrasa, 29 de febrero de 2016) fue un futbolista español.

## Trayectoria deportiva
Sus inicios futbolísticos fueron en el colegio de San Pablo del Campo (Barcelona). Posteriormente debutó en el Club Esportiu Júpiter, y después jugó en el Poble Sec, siendo traspasado al Tarrasa, ciudad a la que siempre estuvo ligado. En 1947 llegó al Real Club Deportivo Español, donde permaneció la mayor parte de su carrera.
Fue internacional siete veces, primero contra Portugal en Lisboa (1950), luego en los Copa del Mundo de Brasil jugó contra Chile, Inglaterra, Uruguay, Brasil y Suecia y contra Bélgica en Bruselas. Empezó jugando de delantero centro y terminó siendo uno de los mejores defensas centrales de Europa y parte del equipo ideal de estrellas, en la Copa del Mundo de Brasil 1950.
Estuvo en las filas del RCD Español durante 12 temporadas, pero finalizó su carrera deportiva en el Cartagena Fútbol Club de la segunda división. Fue cuñado de otro mítico jugador del Español, Antoni Argilés.

## Distinciones individuales
- Equipo ideal de estrellas de la Copa del Mundo de Brasil 1950.